# Surinder Singh Sodhi
Surinder Singh Sodhi, född den 22 juni 1957 i Firozpur, Indien, är en indisk landhockeyspelare.
Han tog OS-guld i herrarnas landhockeyturnering i samband med de olympiska landhockeytävlingarna 1980 i Moskva.